# 9106 Yatagarasu
9106 Yatagarasu este un asteroid din centura principală de asteroizi.

## Descriere
9106 Yatagarasu este un asteroid din centura principală de asteroizi. A fost descoperit pe 3 ianuarie 1997 la Ōizumi de Takao Kobayashi. El prezintă o orbită caracterizată de o semiaxă mare de 2,48 ua, o excentricitate de 0,03 și o înclinație de 5,5° în raport cu ecliptica.